# نووا برزوویتسا
نووا برزوویتسا (به صربی: Nova Brezovica) یک منطقهٔ مسکونی در صربستان است که در ناحیه پچینیا واقع شده‌است. نووا برزوویتسا ۱۲۵ نفر جمعیت دارد.